# Изсушена котка
Изсушената котка е обичай, практикуван по света, за който се вярвало, че носи късмет. В някои европейски култури е било обичайно да се поставя изсушено тяло на котка в стените на новопостроения дом, за да се прогонят злите духове или като талисман за късмет. Смятало се е, че котките имат шесто чувство и че поставянето на котка в стената е кръвна жертва, за да може животното да използва психически способности, за да намери и отблъсне нежеланите духове. Въпреки че някои разкази твърдят, че котките са били зазидани живи, прегледът на извлечените екземпляри показва в повечето случаи вграждане след смъртта.

## Произход
На Британските острови, както и в Северна Европа и Северна Америка, изсушените или мумифицирани тела на котки често се намират скрити в структурите и се смята, че са били поставени там, за да донесат късмет или за защита на сградата и обитателите ѝ от нараняване. Северноамериканските екземпляри са силно свързани с европейските домакинства и най-често се срещат в сгради, където също са скрити обувки и бутилки от вещици. В някои случаи животните се намират умишлено в пози сякаш в разгара на атаката. В други случаи те са придружени от изсушени плъхове, мишки или птици.
Историкът Иън Еванс заявява в интервю, че това е част от тайна народна магическа практика, която може да е дошла от римляните до британците, а след това и до Австралия. Еванс също стартира „Тасманийския магически проект“ в опит да разбере историята на тази практика в Австралия.
Понякога за открити животни, както в случая с мумифицирана котка и котенца, може да се предположи, че те са попаднали случайно там и са заседнали. Има обаче моменти, когато животните се намират на места, в които е било невъзможно да попаднат случайно, като например да бъдат затворени в тухлена кухина.

## Мумифициране в Египет
Котките в Древен Египет са били представени в социалните и религиозни практики в продължение на повече от 30 века. Няколко древноегипетски божества като Мафдет, Бастет и Сехмет са изобразени и изваяни с котешки глави, представляващи справедливост, плодородие и власт. Божеството Мут също е изобразено като котка и в компанията на котка.